# Djupedalshausane
Djupedalshausane är en kulle i Antarktis. Den ligger i Östantarktis. Norge gör anspråk på området. Toppen på Djupedalshausane är 2 719 meter över havet, eller 7 meter över den omgivande terrängen. Bredden vid basen är 0,40 km.
Terrängen runt Djupedalshausane är kuperad åt nordost, men åt sydväst är den platt. Trakten är obefolkad. Det finns inga samhällen i närheten.